# Số giả nguyên tố
Trong lý thuyết số, số giả nguyên tố (tiếng Anh: pseudoprime) là một số nguyên tố xác suất (tiếng Anh: probable prime ) nhưng không phải là số nguyên tố. Một số tự nhiên thoả mãn một tính chất nào đó của các số nguyên tố có thể là số nguyên tố với một xác suất nào đó. Còn số giả nguyên tố là các hợp số thoả mãn tính chất đó. Tuỳ theo tính chất mà nó thoả mãn, ta sẽ có các loại số giả nguyên tố khác nhau. Nên phân biệt rõ số nguyên tố xác suất và số giả nguyên tố. Số nguyên tố xác suất có thể là nguyên tố cũng có thể là hợp số (với xác suất khác nhau).

## Số giả nguyên tố Fermat

### Định nghĩa
Định lý nhỏ Fermat khẳng định với mọi số nguyên tố p và mọi số tự nhiên a; ta có: 
{\displaystyle a^{p}\equiv a{\pmod {p}}}.
Nếu mệnh đề tương tự đúng với số tự nhiên n và với số a nào đó:
{\displaystyle a^{n}\equiv a{\pmod {n}}}
thì n được gọi là số nguyên tố xác suất Fermat cơ sở a. Nếu n là hợp số thì nó được gọi là số giả nguyên tố Fermat cơ sở a.

### Ví dụ
Số n=561=3.11.17 là một hợp số. Lấy a=2. Ta có
{\displaystyle 2^{560}=4^{280}\equiv 1{\pmod {3}}}; {\displaystyle 2^{560}={\left(2^{10}\right)}^{56}\equiv 1{\pmod {11}}} và {\displaystyle 2^{560}={\left(2^{16}\right)}^{35}\equiv 1{\pmod {17}}}. Từ đó {\displaystyle 2^{560}\equiv 1{\pmod {561}}}. Do đó 561 là số giả nguyên tố Fermat cơ sở 2.

### Một số kết quả
1. Nếu n là số giả nguyên tố cơ sở 2 thì {\displaystyle m=2^{n}-1} cũng là số giả nguyên tố cơ sở 2. Từ đó suy ra có vô hạn số giả nguyên tố cơ sở 2.
2. Số Carmichael: Hợp sô n là số Carmichael nếu nó là số giả nguyên tố Fermat với mọi cơ sở a sao cho UCLN(a,n)=1.Ví dụ số 561 ở trên là số Carmichael.

## Số giả nguyên tố (Fermat) mạnh

### Định nghĩa
Trong đồng dư thức của định lý nhỏ Fermat với số nguyên tố lẻ p và số tự nhiên a không chia hết cho p
{\displaystyle a^{p-1}\equiv 1{\pmod {p}}}.
ta phân tích số chẵn {\displaystyle p-1=2^{s}\cdot m}, với m là số lẻ.
Khi đó 
- hoặc {\displaystyle a^{m}\equiv 1{\pmod {p}}}; (1)
- hoặc {\displaystyle a^{2^{k}\cdot m}\equiv -1{\pmod {p}}} với k nào đó {\displaystyle \in } {0,1,..,s}. (2)

Số tự nhiên lẻ n trong đó {\displaystyle n-1=2^{s}\cdot m} thoả mãn {\displaystyle a^{m}\equiv 1{\pmod {n}}} hoặc tồn tại k {\displaystyle \in } {0,1,..,s} sao cho {\displaystyle a^{2^{k}\cdot m}\equiv -1{\pmod {m}}} được gọi là số nguyên tố xác suất mạnh Fermat cơ sở a, nếu n là hợp số thì n được gọi là số giả nguyên tố Fermat cơ sở a.
Số giả nguyên tố mạnh được sử dụng để kiểm tra tính nguyên tố theo xác suất trong kiểm tra Miller-Rabin.

### Một số kết quả
1. Mọi số giả nguyên tố mạnh Fermat đều là số giả nguyên tố Fermat.
2. Nếu n < 4.759.123.141 là hợp số thì n không thể là giả nguyên tố mạnh đồng thời với ba cơ sở a = 2, 7, và 61 (Jaeschke-1993).
3. Nếu n < 341.550.071.728.321 là hợp số thì n không đồng thời là giả nguyên tố mạnh Fermat với bảy cơ sở a = 2, 3, 5, 7, 11, 13, 17 (Jaeschke-1993).

- Số nguyên tố xác suất Fermat mạnh được sử dụng trong kiểm tra Miller-Rabin để kiểm tra tính nguyên tố theo xác suất của số tự nhiên lẻ n.

## Số giả nguyên tố Euler
Định lý Fermat khẳng định với mọi số nguyên tố p và mọi số a:
{\displaystyle a^{p-1}\equiv 1{\pmod {p}}}.
Nếu p là số nguyên tố lẻ, từ đó có
{\displaystyle a^{\frac {p-1}{2}}\equiv \pm 1{\pmod {p}}}.

### Định nghĩa
Số tự nhiên lẻ n thoả mãn đồng dư thức tương tự với một a nào đó:
{\displaystyle a^{\frac {n-1}{2}}\equiv \pm 1{\pmod {n}}}.
được gọi là số nguyên tố xác suất Euler, nếu n là hợp số thì n dược gọi là số giả nguyên tố Euler.

### Các kết quả
1. Mọi số giả nguyên tố Euler cơ sở a đều là số giả nguyên tố Fermat cơ sở a.

## Số giả nguyên tố Euler-Jacobi

### Định nghĩa
Định lý Euler (Còn gọi là tiêu chuẩn Euler) khẳng định với mọi số nguyên tố p và mọi số a:
{\displaystyle a^{\frac {p-1}{2}}\equiv \left({\frac {a}{p}}\right){\pmod {p}}}.
trong đó {\displaystyle \left({\frac {a}{p}}\right)} là ký hiệu Legendre.
Ký hiệu Legendre chỉ được định nghĩa cho số nguyên tố p. Khi mở rộng ký hiệu Legendre cho số tự nhiên lẻ n và số tự nhiên a ta có ký hiệu Jacobi được ký hiệu giống như ký hiệu Legendre:
{\displaystyle \left({\frac {a}{n}}\right)}.
Số tự nhiên lẻ n thoả mãn đồng dư thức tương tự định lý Euler:
{\displaystyle a^{\frac {n-1}{2}}\equiv \left({\frac {a}{n}}\right){\pmod {n}}}.
với a nào đó được gọi là số nguyên tố xác suất Euler-Jacobi cơ sở a. Nếu n là hợp số thoả mãn đồng dư thức trên nó được gọi là số giả nguyên tố Euler-Jacobi cơ sở a.

### Các kết quả
1. Mọi số giả nguyên tố Euler-Jacobi cơ sở a đều là số giả nguyên tố Euler cơ sở a.
2. Mọi số giả nguyên tố Fermat mạnh cơ sở a đều là số giả nguyên tố Euler-Jacobi.
3. Mọi số giả nguyên tố Euler-Jacobi cơ sở a thoả mãn một trong hai điều kiện sau là số giả nguyên tố mạnh cơ sở a:
  1. {\displaystyle n\equiv 3{\pmod {4}}};
  2. Ký hiệu Jacobi {\displaystyle \left({\frac {a}{n}}\right)=-1}

- Các số nguyên tố xác suất Euler-Jacobi được sử dụng trong kiểm tra Solovay-Strassen để kiểm tra tính nguyên tố theo xác suất.